# Hoppet
Hoppet är en svensk dramafilm från 2007 i regi av Petter Naess.

## Handling
Azad och hans storebror Tigris har följt med en familj till Sverige. "Föräldrarna" räknar med att det blir lättare att stanna i Sverige om de har barn. Azad är 12 år men måste låtsas vara 9 år. Azad förstår inte språket och längtar efter sina riktiga föräldrar. De skulle komma efter, men månaderna går och de kommer inte.

## Om filmen
Moni Nilsson och Kurt Öberg har skrivit manus till filmen. 

## Rollista (urval)
- Per Fritzell - Bosse
- Ali Abdulsalam - Azad
- Peter Stormare - Korvgubben
- Kajsa Bergqvist - Kajsa
- Marie Göranzon - Alkoholist
- Ronas Gemici - Tigris

## Musik
Nils Petter Molvaer har skrivit filmmusiken.